# Роберт Брейбрук

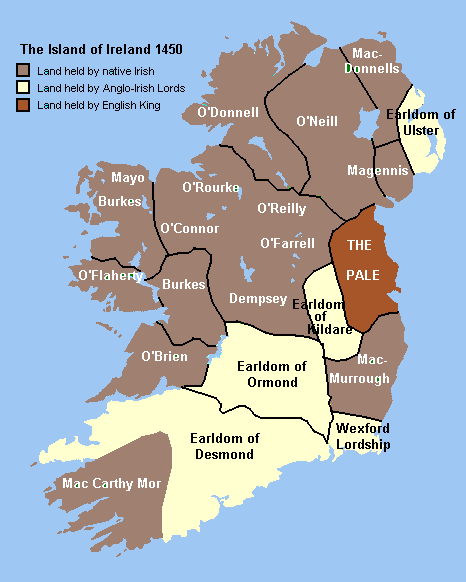
Ірландія в середні віки. Показані англійські володіння, володіння графів Ормонд та Фіцджеральд, володіння незалежних ірландських кланів та королівств.

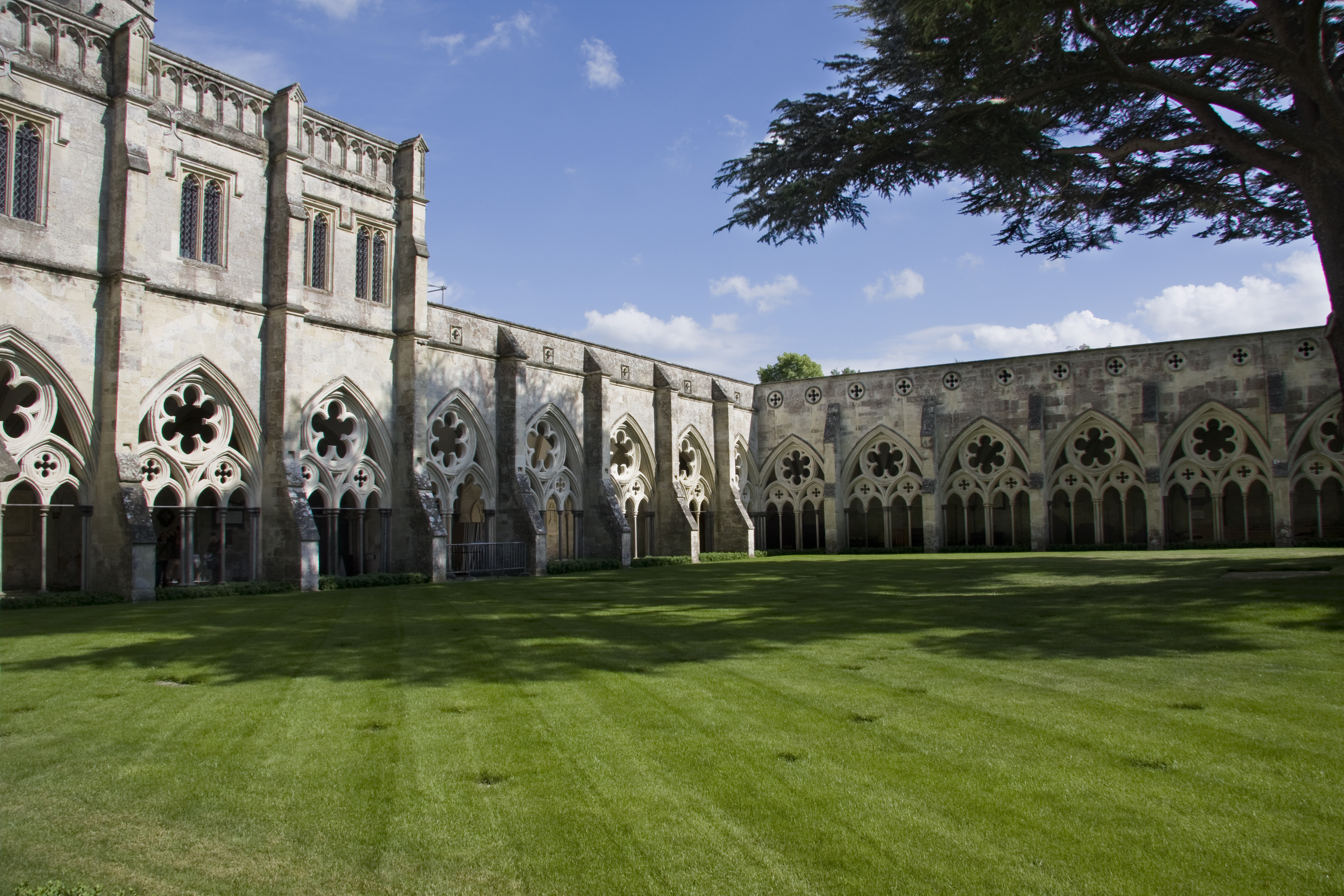
Монастир Солсберійського собору.

Герб єпископів Лондону.

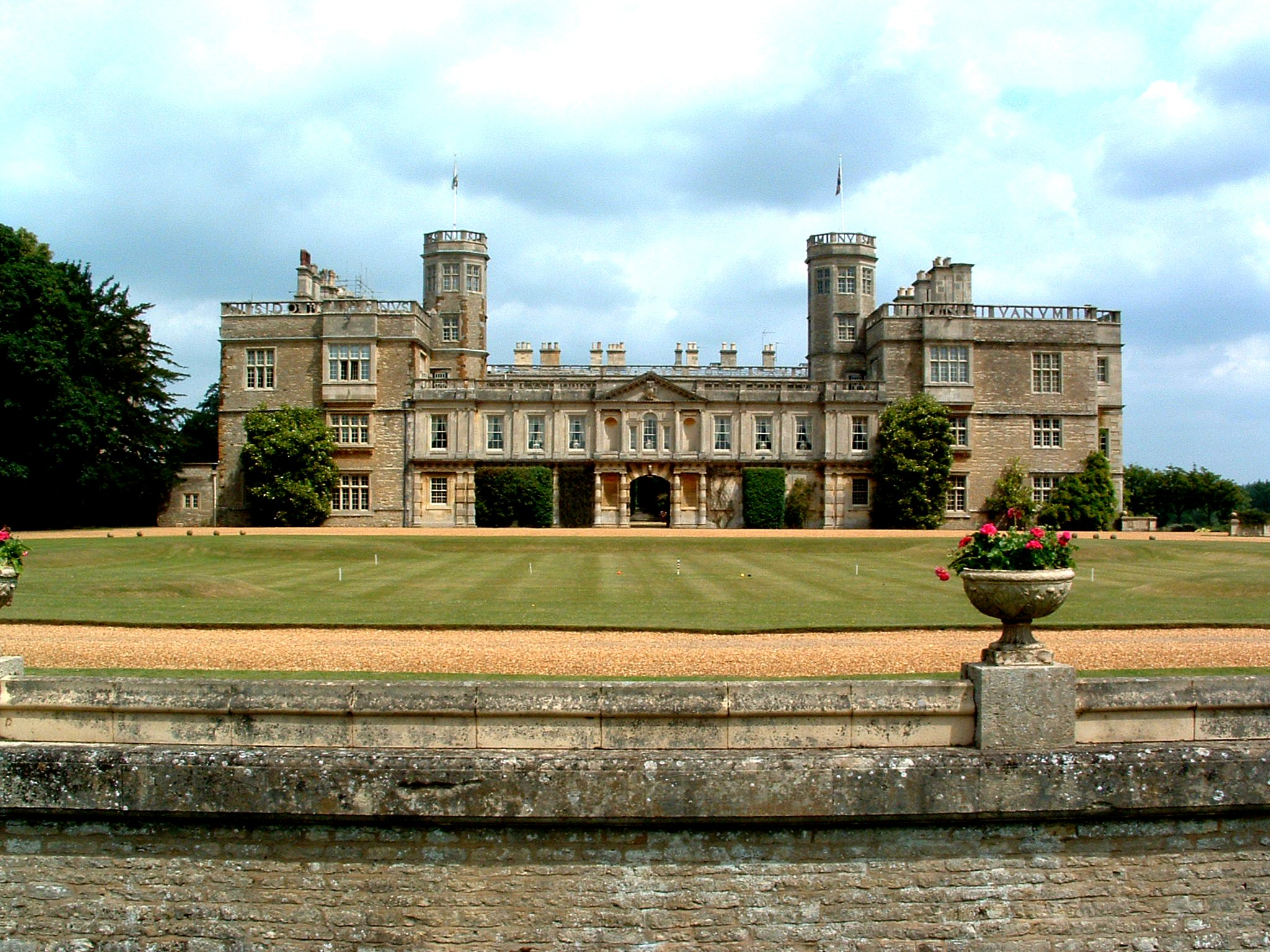
Замок Ешбі. Сучасний вигляд.

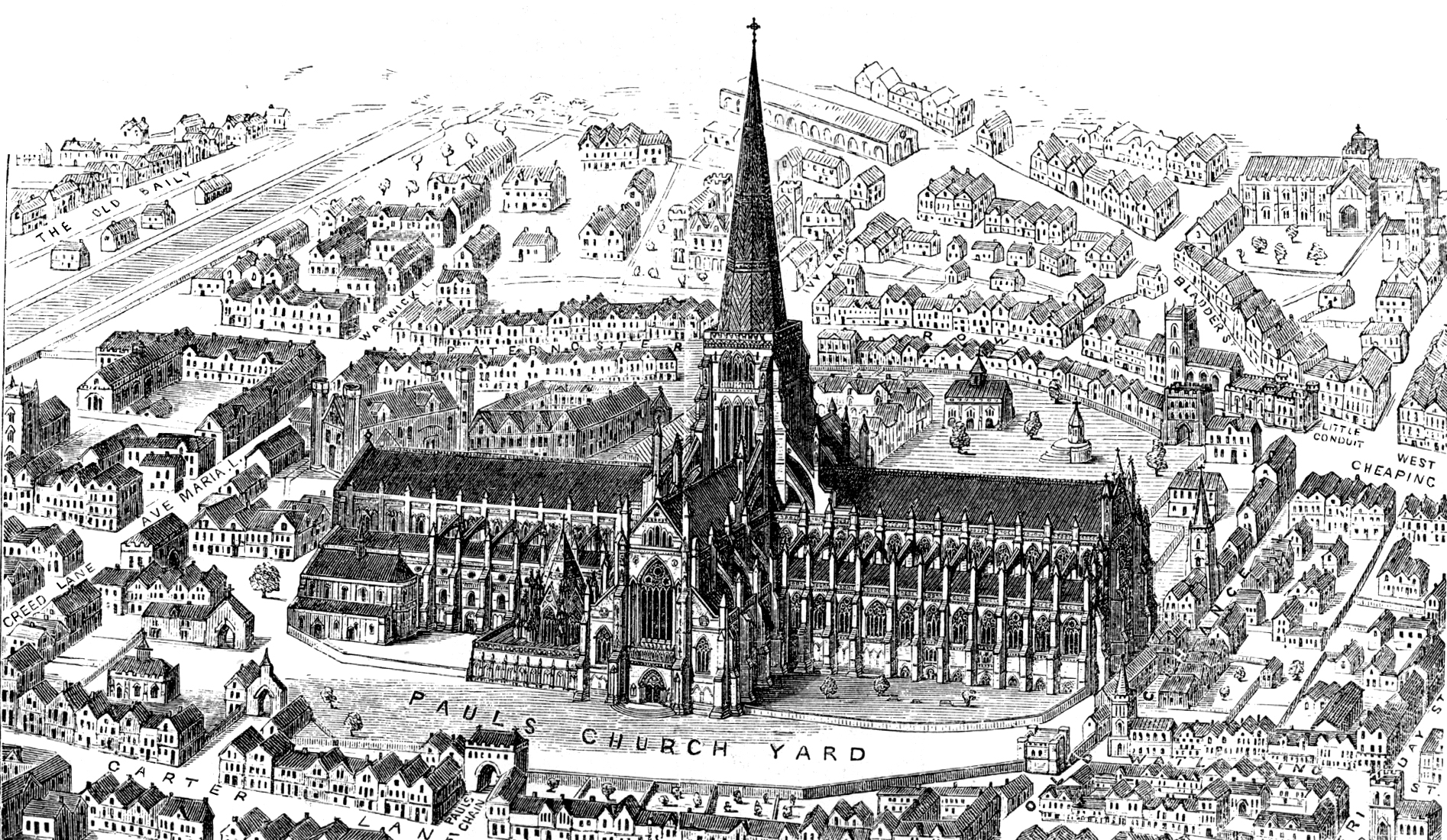
Собор Святого Павла. Вигляд споруди в 1561 році.

Роберт Брейбрук (англ. Robert Braybrooke) (1336/7 — 1404) — видатний ірландський політик, церковний і державний діяч, юрист, суддя, священник. Лорд-канцлер Ірландії, секретар короля Англії та Ірландії, декан Солсбері, єпископ Лондона.

## Життєпис

### Походження
Роберт Брейбрук був сином сера Джерарда де Брейбука з Кастл-Ешбі, депутата парламенту від Нортгемптона з Горсендена, Бекінгемширу та Колмворта, Бедфордшир, та його дружини Ізабелли, дочки сера Роджера Дакені з Клофілла.

### Секретар короля Англії та Ірландії
Роберт Брейбрук був кваліфікованим юристом, що став першим охоронцем перстня з печаткою короля після коронування десятирічного короля Англії та Ірландії Річарда II у липні 1377 року. Таким чином Роберт Брейбрук став першим королівським секретарем, що використовував цей перстень з печаткою [2]. У той час як Велику Державну Печатку використовували для підтвердження документів про королівські помилування, які Річард II запропонував селянським повстанцям, коли зустрівся з ними в Майл-Енді, щоб придушити селянське повстання незадовго до своєї коронації. Попри те, що вони мали відбиток Великої Державної Печатки, ці помилування були відкликані. Протягом кількох років, коли Роберт Брейбрук був королівським секретарем, більшість документів, засвідчених королівським Перснем-печаткою згодом була додатково підтверджена Таємною Державною Печаткою, перш ніж була узаконена Великою Державною Печаткою в королівській канцелярії.
Роберт Брейбрук був номінований на посаду 9 вересня 1381 року і освячений на посаді 5 січня 1382 року.
Роберт Брейбрук отримав посаду лорд-канцлера Англії 20 вересня 1382 року і залишив посаду до 11 липня 1383 року.
Роберт Брейбрук супроводжував короля Річарда II до Ірландії в 1394 році і отримав посаду лорд-канцлера Ірландії і володів цією посадою протягом шести місяців у 1397 році.
Роберт Брейбрук помер 28 серпня 1404 року [4] і був похований у соборі Святого Павла. Його гробниця була зруйнована під час Великої лондонської пожежі в 1666 році, і його тіло було знайдено всередині гробниці неушкодженим і муміфікованим.